# Église Notre-Dame-de-Consolation de Vilnius
Pour les articles homonymes, voir église Notre-Dame-de-Consolation.
 (août 2013).
Si vous disposez d'ouvrages ou d'articles de référence ou si vous connaissez des sites web de qualité traitant du thème abordé ici, merci de compléter l'article en donnant les références utiles à sa vérifiabilité et en les liant à la section « Notes et références ».
L'église Notre-Dame-de-Consolation est une église catholique appartenant au patrimoine historique de Vilnius et constitue un exemple remarquable de style baroque tardif. Depuis 2017, l'église appartient au ministère de l'Intérieur de Lituanie.

## Histoire
Il y avait à la place de cette église une ancienne église dédiée à saint Côme et à saint Damien, puis une petite église de bois construite en 1670 vouée à la Transfiguration du Seigneur, appartenant à l'Ordre du Carmel. Les chanoines réguliers de saint Augustin, arrivés à Wilno deux ans auparavant, en font l'acquisition en 1675, ainsi que deux parts de terrain adjacentes. Ils commencent la construction d'une église de bois terminée en 1679. Petit à petit ils réunissent les bâtiments alentour pour construire un grand ensemble conventuel d'un seul tenant. L'église est dédiée à Notre-Dame de Consolation (Consolatrix Afflictorum), ainsi qu'à saint Augustin.
Le grand incendie de 1742 a tout détruit. C'est entre 1746 et 1768 qu'est construit l'ensemble actuel qui subsiste avec difficulté jusqu'à nos jours. L'église est consacrée par Mgr Zienckowicz, le 26 juin 1768. L'église était extrêmement réputée pour l'icône du maître-autel représentant la Vierge Marie, consolatrice des affligés, et qui était miraculeuse. C'était sans doute une copie d'une autre icône confiée au couvent augustin de Cracovie. Le maître-autel était entouré de six pilastres et décoré de nombre de statues, dont celles de chérubins. Les autres autels étaient consacrés à saint Augustin, à sa mère sainte Monique, à saint Nicolas de Tolentino, à saint Jean Népomucène, à saint Thaddée, à sainte Thècle…

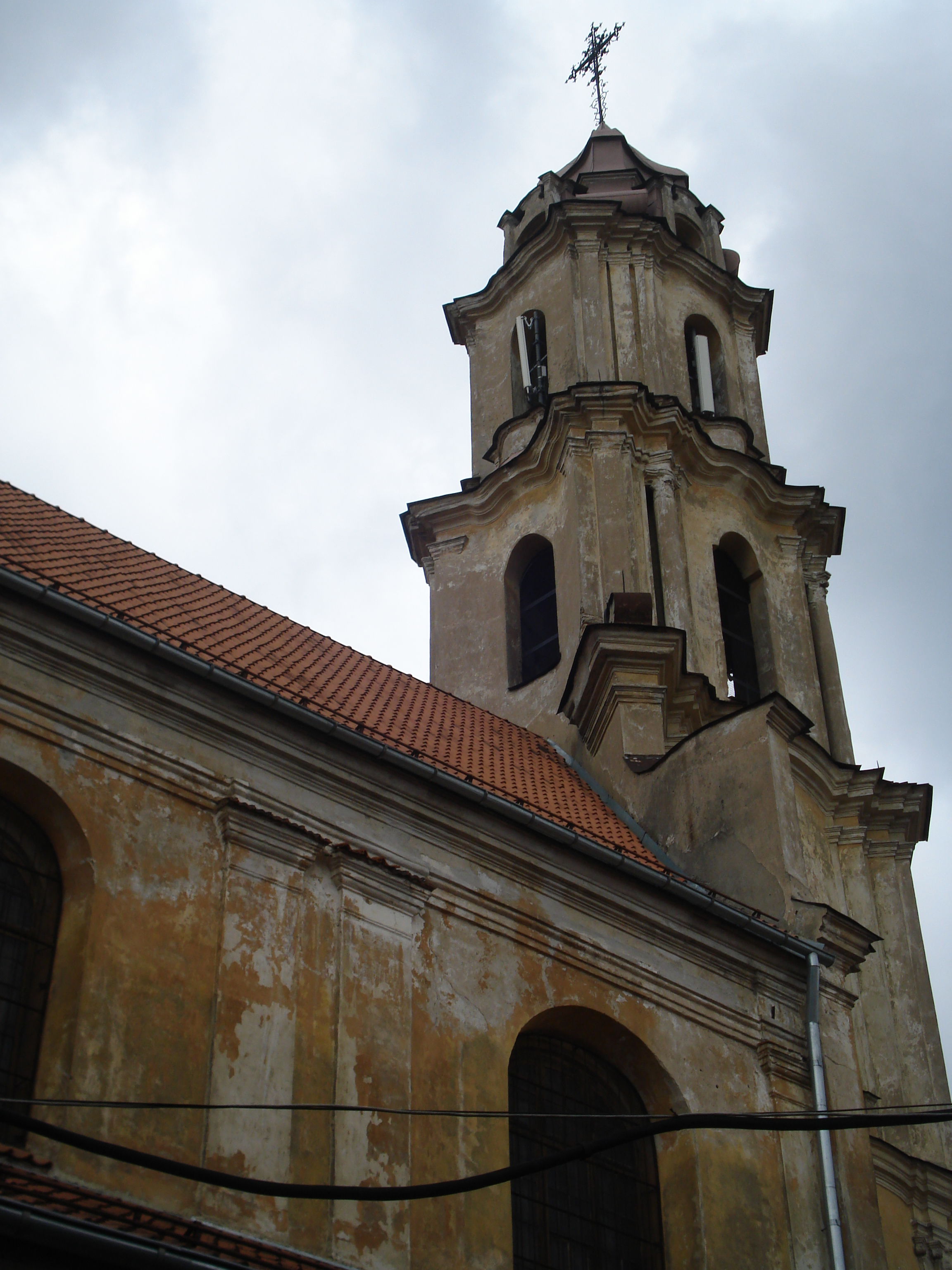
Détail du campanile, la toiture a été refaite.

Le couvent est agrandi à la fin du XVIIIe siècle pour accueillir entre autres un noviciat, mais les religieux déménagent quelques années plus tard en 1803, à Kowno (aujourd'hui Kaunas. Les bâtiments passent à l'université de Wilno pour sa faculté de théologie. Lorsque l'université est fermée en 1832 à cause des troubles insurrectionnels de 1830-1831, l'ancien couvent des Augustins accueille jusqu'en 1842 le séminaire diocésain. Celui-ci déménage en 1844 à Saint-Pétersbourg lorsqu'est fondé un séminaire catholique pour les sujets catholiques de l'Empire russe.
L'édifice passe alors à l'Église orthodoxe qui y installe aussitôt à son tour son propre séminaire et transforme l'agencement de l'ensemble. L'église passe pendant deux ans à l'Ordre des Carmes, mais est fermée en 1854, afin d'être reconstruite pour devenir l'église du séminaire orthodoxe. On démolit le chœur, l'icône miraculeuse de Notre-Dame de Consolation est transférée à l'église Saint-Jean-Baptiste-et-Saint-Jean-l'Évangéliste, les grandes orgues à la cathédrale de Vilnius, ainsi qu'un portrait en pied de Vytautas le Grand; les autels avec leurs sculptures rococo sont détruits. On construit une iconostase et l'église est vouée à saint André.
L'église retourne au culte catholique soixante-quatre ans plus tard en 1918. Une partie de l'ancien couvent constitue l'université Étienne Bathory, avec des foyers pour étudiants et des sièges d'associations estudiantines. De l'autre côté, on installe une école normale d'instituteurs. La partie sud de l'ensemble abrite pendant la période soviétique de 1940-1941 un lycée de jeunes filles qui sera détruit pendant les combats de 1944.
Après la Seconde Guerre mondiale et l'expulsion des Polonais, les autorités soviétiques font venir des dizaines de milliers de Lituaniens et l'ensemble est transformé, comme tant d'autres, en chambres et foyers d'habitation. Les universitaires y auront leurs quartiers.
L'église baroque est transformée en entrepôt de légumes et l'intérieur est entièrement bétonné.
Depuis 2017, l'église appartient au ministère de l'Intérieur de Lituanie,.

## Galerie

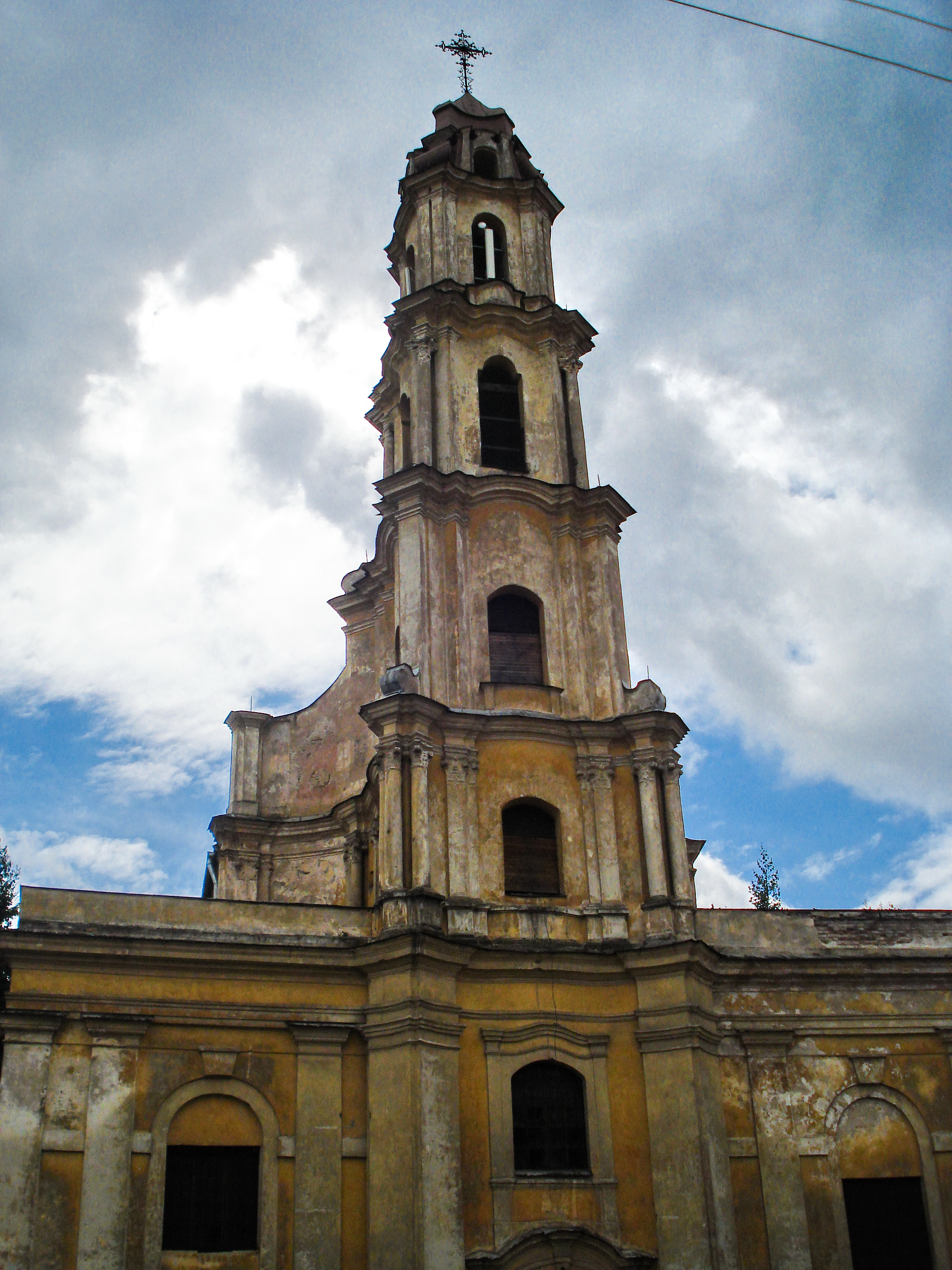
Détail du campanile.
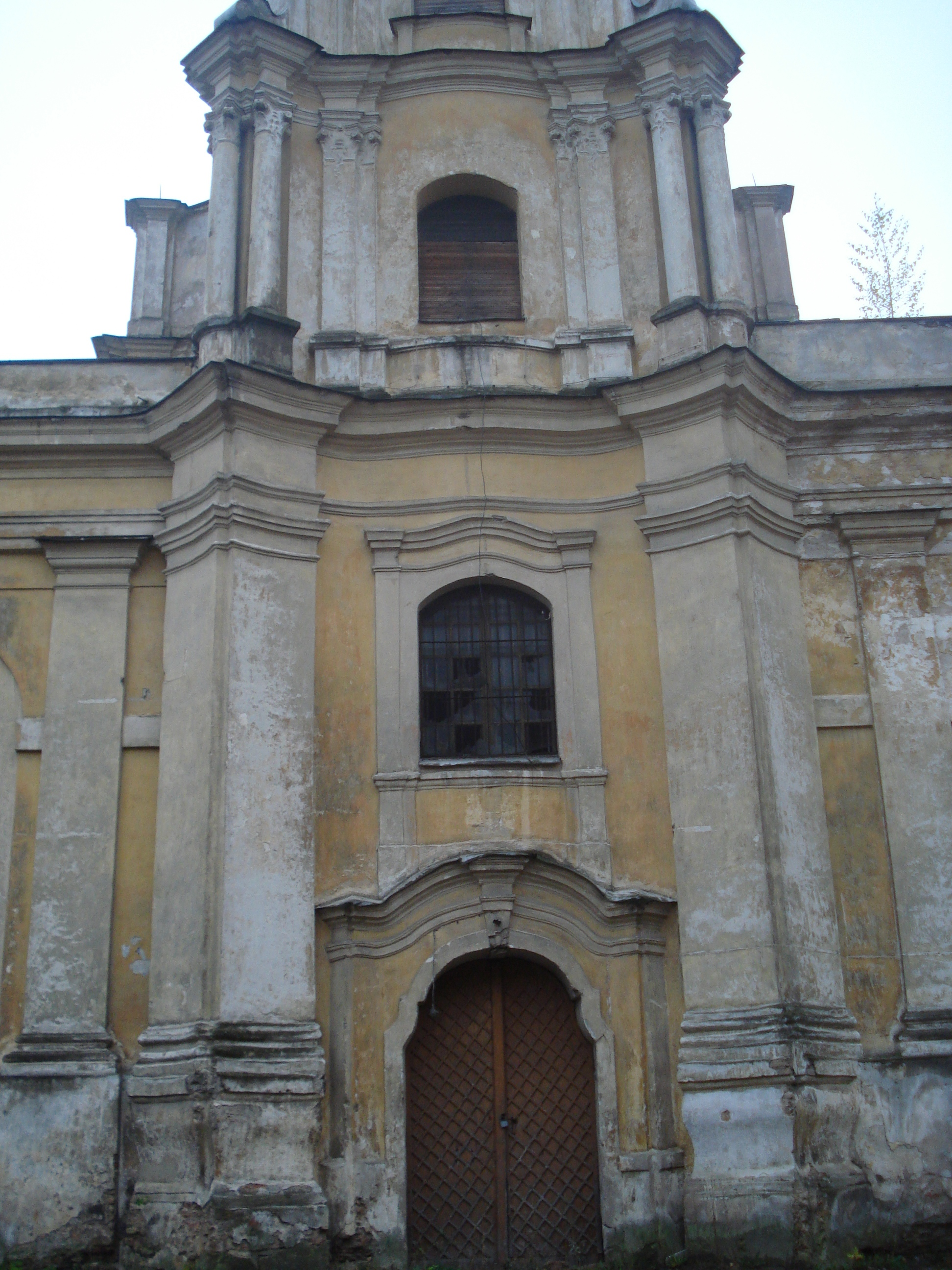
Détail de l'entrée.
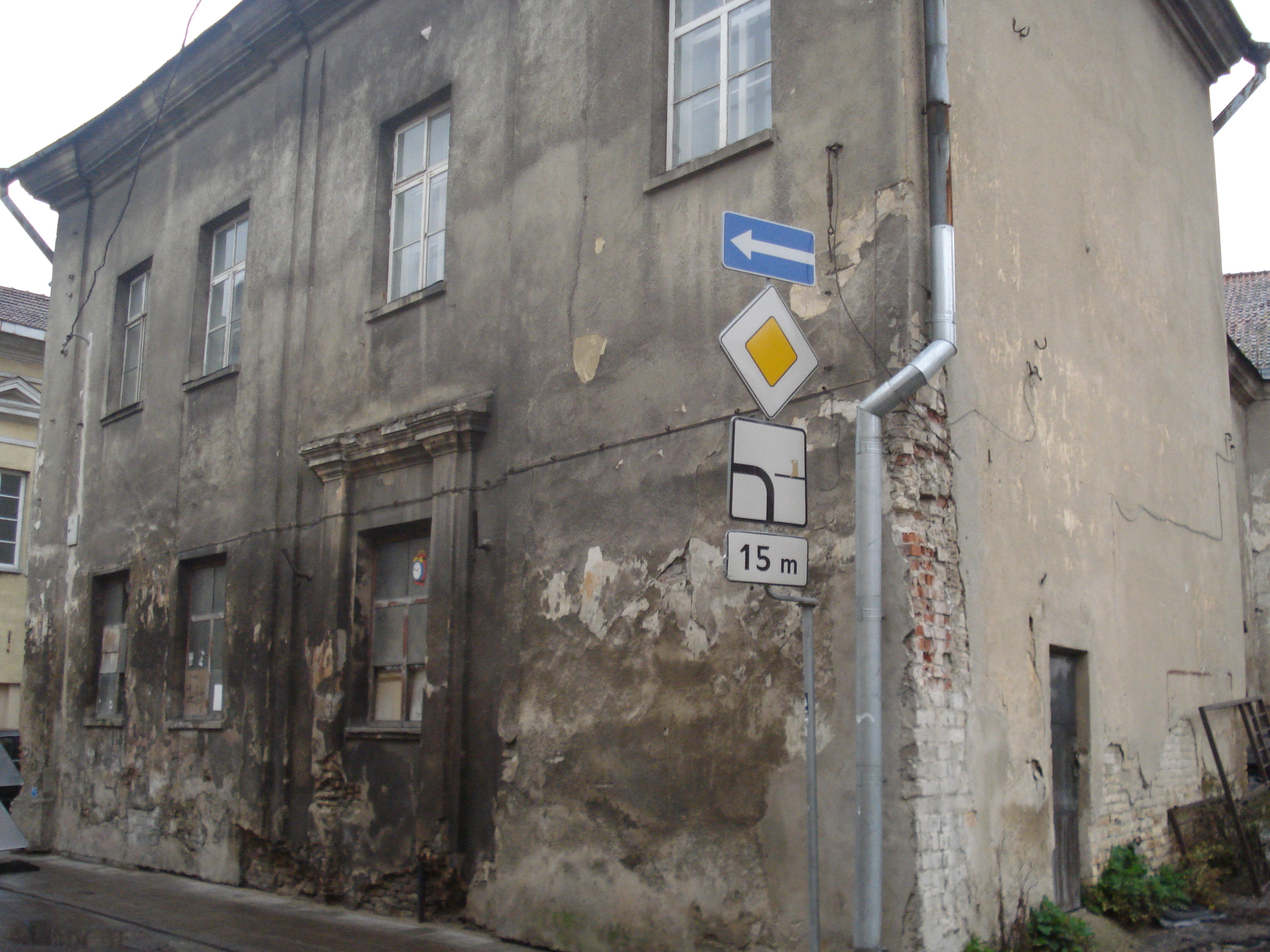
Détail d'une entrée de l'ancien couvent.
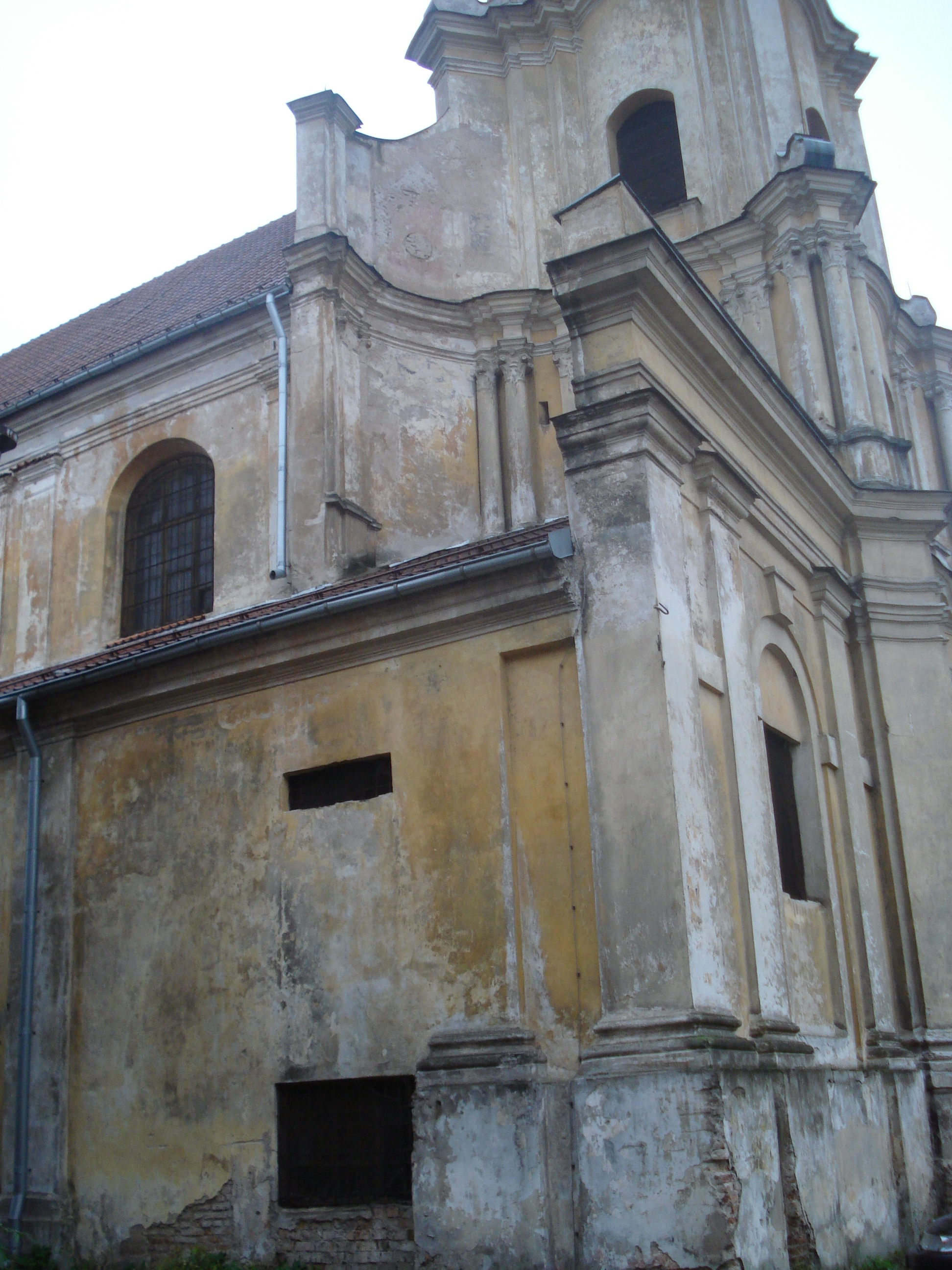
Détail du côté de l'église.